# Drie liederen op tekst van Rabindranath Tagore
Drie liederen op tekst van Rabindranath Tagore is een compositie van Frank Bridge. Het is in wezen niet één compositie; het is een verzameling van drie toonzettingen die verspreid over een aantal jaren op papier is gezet. De enige verbintenis is de schrijver Rabindranath Tagore en zijn gedichtenbundel The Gardener die in 1913 verscheen. Uiteraard paste Bridge zijn stijl van componeren aan de exotische gedichten. Ze kregen een wat Oosters karakter mee met een pentatonische setting, het zingen gaat richting het declameren; een techniek die hij veel later ook zou toepassen bij bijvoorbeeld Oration.

## Day after day
Lied 1 bestaat uit toonzetting van Day after day. De basis werd gevormd door een titelloos gedicht (nr.20) uit The Gardener uit 1913. Bridge maakte zelf de vertaling vanuit het Hindu. In januari 1922 was hij er klaar mee. Hij schreef het voor mezzosopraan en orkest. Het nummer kent nogal wat tempowisselingen: Lento ma non troppo – andante moderato – poco animato – a tempo moderato – a tempo con moto ma tranquillo – poco animato – a tempo moderato – molto sostenuto.

### Tekst
Day after day he comes and goes away.
Go, and give him a flower from my hair, my friend.
If he asks who was it that sent it, I entreat you do not tell him my name
for he only comes and goes away.
He sits on the dust under the tree.
Spread there a seat with flowers and leaves, my friend.
His eyes are sad, and they bring sadness to my heart.
He does not speak what he has in mind ;
he only comes and goes away.

## Speak to me, my love!
Lied 2 is Speak to me, my love! Hier ontleende Bridge de tekst aan diezelfde bundel; The Gardener, ditmaal gedicht 29. Bridge voltooide het in december 1924 en opnieuw was het voor mezzosopraan en orkest. Het lied wordt gezongen in Andante moderato – poco a poco animato – tampo I, ma calmato – allegro con moto – tempo I, ma tranquillo – poco a poco con anima – allegro animato – moderato – a tempo tranquillo.

### Tekst
Speak to me, my love!
Tell me in words what you sang.
The night is dark.
The stars are lost in clouds.
The wind is sighing through the leaves.
I will let loose my hair.
My blue cloak will cling round me like [night]1.
I will clasp your head to my bosom;
And there in the sweet loneliness
murmur on your heart.
I will shut my eyes and listen.
I will not look in your face.
When your words are ended,
we will sit still and silent.
Only the trees will whisper in the dark.
The night will pale. (deze regel werd weggelaten door Bridge)
The day will dawn.
We shall look at each other's eyes
and go on our different paths.
Speak to me, my love!
Tell me in words what you sang.

## Dweller in my deathless dreams
Lied 3 is Dweller in my deathless dreams naar gedicht 30 uit The Gardener. In juni 1925 voltooide Bridge het werkje, componeerde het voor een afwijkende bezetting voor tenor en piano. Bridge had John McCormick in gedachten bij dit werk. Onbekend is of de componist ook hier een versie voor orkest voor wilde schrijven.

### Tekst
You are the evening cloud
floating in the sky of my dreams.
I paint you and fashion you
ever with my love longings.
You are my own, my own,
Dweller in my endless dreams!
Your feet are rosy-red
with the glow of my heart's desire,
Gleaner of my sunset songs!
Your lips are bitter-sweet
with the taste of my wine of pain.
You are my own, my own,
Dweller in my lonesome dreams!
With the shadow of my passion
have I darkened your eyes,
Haunter of the depth of my gaze!
I have caught you and wrapt you,
my love, in the net of my music.
You are my own, my own,
Dweller in my deathless dreams!
Het enigszins vreemde samenraapsel van toonzettingen kan door de wijze van instrumentatie dus eigenlijk nooit in haar totaal uitgevoerd worden. Voor uitvoeringen is er echter voor de eerste twee gedichten ook een versie voor piano in plaats van orkest, maar voor het werk blijven dus twee zingende solisten noodzakelijk. Day after day en Speak to me, my love! kregen hun eerste uitvoering (zangeres,orkest) op 8 maart 1931. Day after day kreeg haar eerste uitvoering op 1 april 1970 in de versie sopraan met piano.

## Orkestratie lied 1 en 2
- mezzosopraan
- 2 dwarsfluiten, 2 hobo's, 2 klarinetten, 2 fagotten, 2 hoorns,
- 1 harp, violen altviolen, celli en contrabassen.

## Discografie
- Uitgave Chandos: BBC National Orchestra of Wales o l.v. Richard Hickox, sopraan Sarah Connolly; liederen 1 en 2 in een opname van 2004;
- Uitgave Hyperion; Roger Vignoles met Janice Watson (sopraan) en Jamie McDougal (tenor) ; een opname uit 1997 (totale werk).